# ماردی گرای سیدنی
ماردی گرای سیدنی رویداد سالانه رژه دگرباشان در شهر سیدنی است. این رویداد یکی از بزرگ‌ترین رژه‌های دگرباشان در نوع خود است که هر ساله جمعیت زیادی در آن حضور می‌یابند.

## نگارخانه

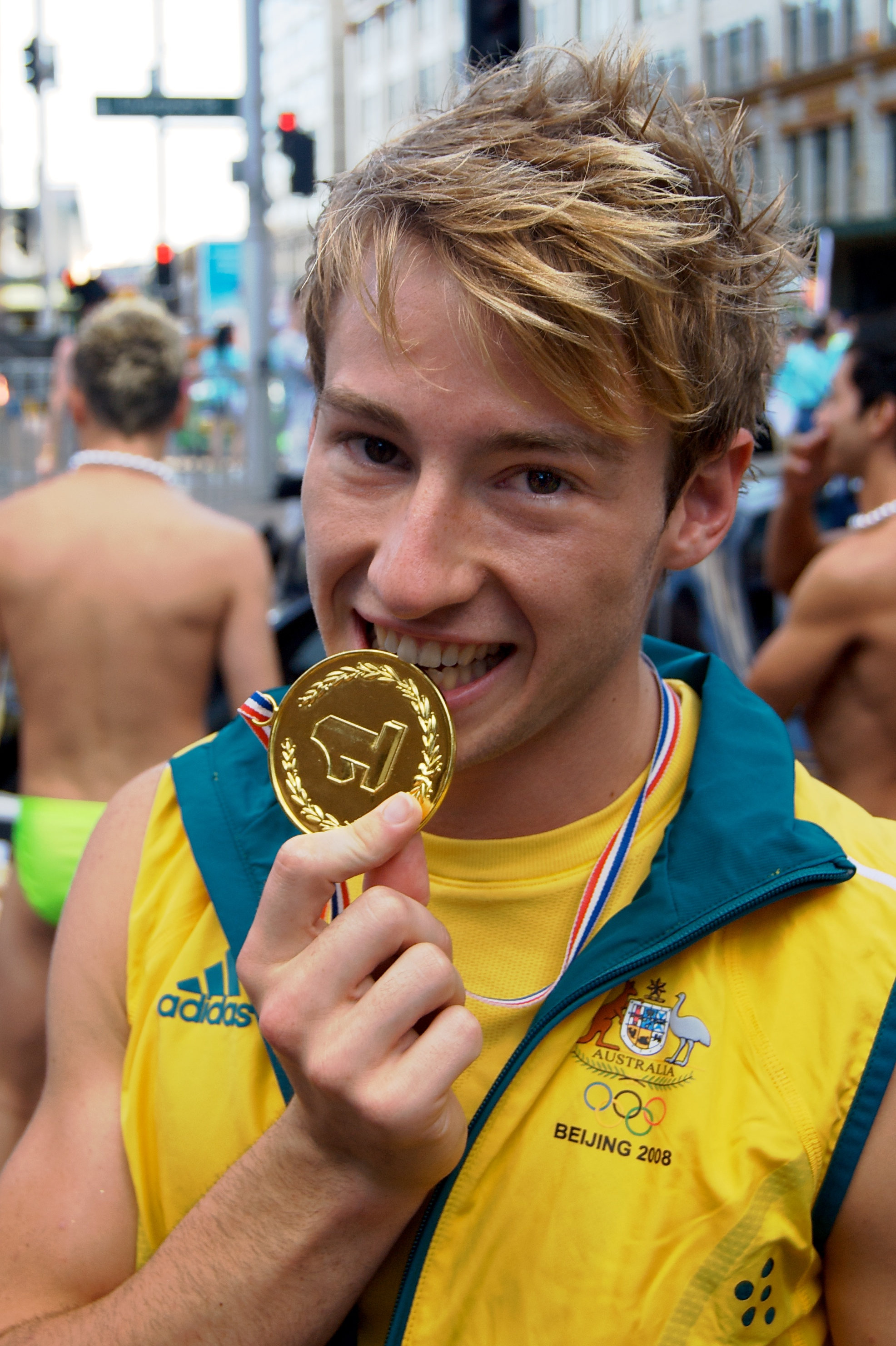
متیو میچام در ماردی گرای سیدنی، ۲۰۰۹
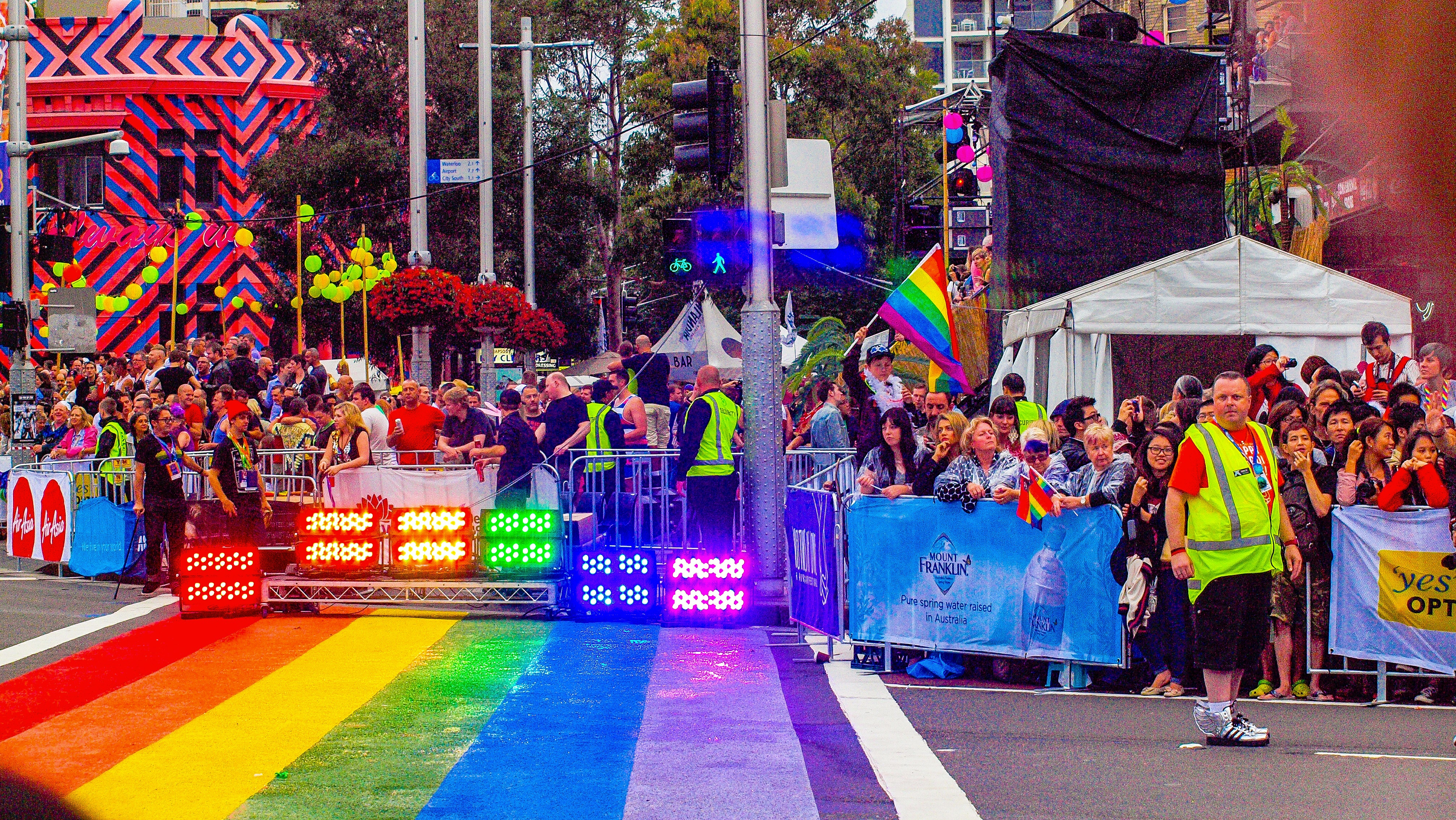
ماردی گرای سیدنی، ۲۰۱۳
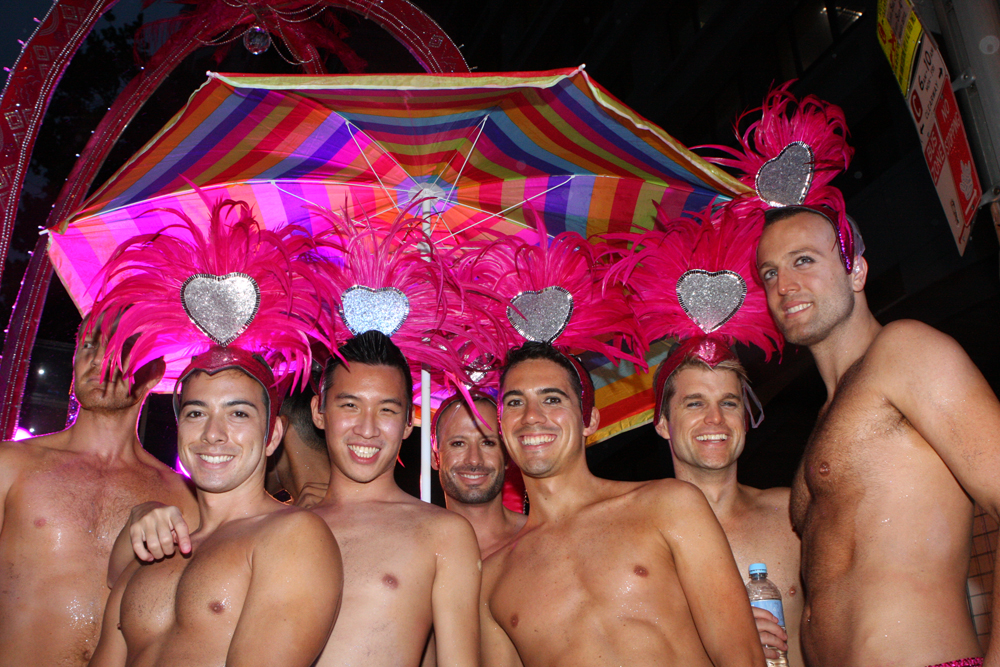
عده‌ای از شرکت‌کنندگان، ۲۰۱۲
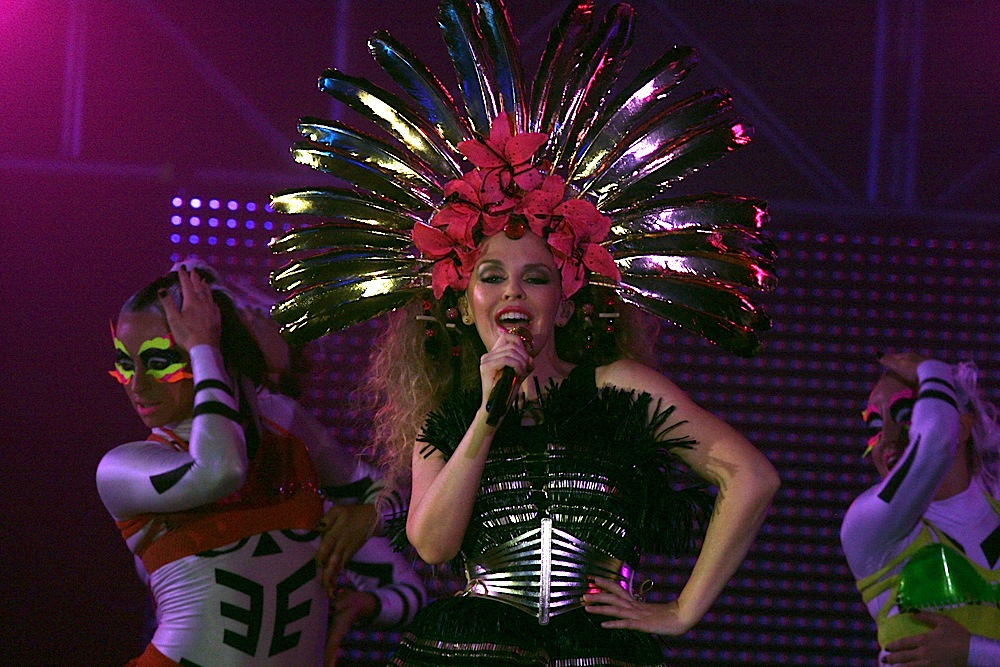
کایلی مینوگ در حال اجرا در ماردی گرای سیدنی، ۲۰۱۲